# Telecomunicaciones en Colombia

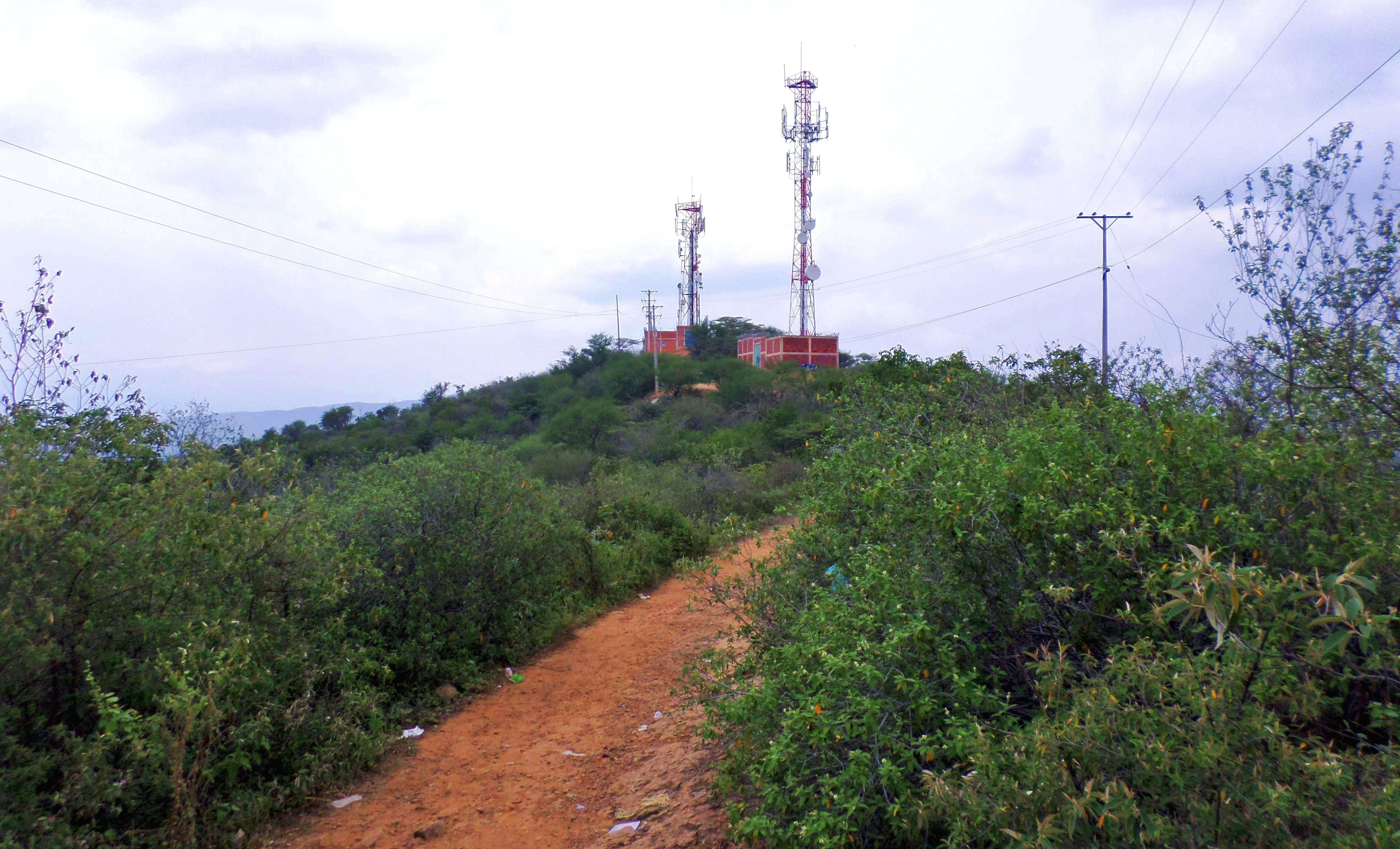
Antenas de telefonía móvil en Cúcuta, Norte de Santander

En Colombia se entiende por comunicación toda transmisión, emisión o recepción de signos, señales, escritos, imágenes y sonidos, o información de cualquier naturaleza, por hilo, radio, medios visuales u otros sistemas electromagnéticos.
Por tal motivo desde mediados del siglo XX, con la llegada de la radiodifusión, de la televisión, y posteriormente de la televisión en color; se han dictado disposiciones por parte del Gobierno Nacional y del Congreso de la República para asegurar el desarrollo y acceso de todos los colombianos a los mismos.
Las Comunicaciones en Colombia son reguladas dentro de las funciones del Ministerio de Tecnologías de la Información y las Comunicaciones de Colombia y la Comisión de Regulación de Comunicaciones (CRC) Archivado el 26 de octubre de 2021 en Wayback Machine. en el PIB de la economía de Colombia en 2020 fue del 3.8%. Las tecnologías de las comunicaciones en Colombia son extensivas en capital. Por lo que los jugadores existentes requieres fuertes inversiones en Capex para operar. 

## Historia
Hasta la década de 1990 el estado colombiano ejercía un monopolio en el campo de las telecomunicaciones. La televisión y la telefonía, como antes la telegrafía, estaba en manos del estado quien en algunos casos confería licencias a los particulares para su utilización. A partir de la constitución de 1991 y de la ola de desregulación de la década de 1990 en el mundo, la nación solo conserva la soberanía sobre el espacio electromagnético.

### Telegrafía
Las telecomunicaciones en Colombia inician con la telegrafía. En 1851 se otorgó privilegio para la primera línea telegráfica por el sistema de Bari o de Morse, en Panamá. La instalación se terminó el 12 de agosto de 1855. En 1864 había en Panamá diecisiete leguas de líneas telegráficas. El primero de noviembre de 1865, el presidente Manuel Murillo Toro inaugura la primera línea telegráfica entre Bogotá y Tres Esquinas (hoy conocida como Mosquera). En 1869, cuatro años más tarde, el gobierno asume la administración de la Empresa telegráfica (Compañía Anónima Colombiana de Telégrafos), de capital estatal y privado a cargo de la firma Davidson, Wolsey y Stilles, debido a incumplimientos contractuales. El Congreso sanciona este acto en 1870.
En 1875 la red de telégrafo enlazaba a Bogotá, Cali y Medellín. La Ley 115/1887 aprobó el contrato para el establecimiento del cable submarino entre Panamá, Buenaventura y Callao. A finales del siglo XIX la República estaba conectada con todos los países de Europa y América a través del cable submarino.
Luego de la guerra de los Mil Días y ante la destrucción de muchas redes, el gobierno privatiza el servicio. En 1909, por discrepancias nuevamente con el concesionario, Francisco J. Fernández, reasume la prestación del servicio. Se crea la Intendencia de Telégrafos, dependiente del Ministerio de Gobierno. En 1923 se crea el Ministerio de Correos y Telégrafos a través de la Ley 31/1923.
Los primeros cirtuitos inalámbricos los da al servicio la United Fruit Company en Santa Marta, Cartagena y San Andrés. En 1919 se establece en Colombia la Marconi Wireless Telegraph Co.
En 1920 funcionaban estaciones inalámbricas en Barranquilla, Bogotá, Cali, Cúcuta, Bucaramanga, Medellín, Puerto Colombia, Santa Marta y Arauca. El 12 de abril de 1923 se dan al servicio los sistemas internacionales. En 1926 ingresa al país la empresa All America Cables. Se instala también la Compañía Telefónica Central y The Bogotá Telephone Company. En 1930 existían 900 oficinas telegráficas dependientes del Ministerio de Correos y Telégrafos.

### Inicios de la Empresa Nacional de Telecomunicaciones
El 4 de agosto de 1943, el presidente Alfonso López Pumarejo, a través de su ministro de Correos y Telégrafos, Álvaro Díaz Sarmiento, compra todas las instalaciones de la Marconi Wireless Telegraph Co. y promueve la expedición de la Ley 6 de 1943. El propósito es la organización de una empresa que unifique la prestación de los servicios telefónicos, radiotelefónicos y radiotelegráficos. La entidad sería estatal y su dirección y control estarían a cargo del gobierno. Posteriormente, en el gobierno del presidente Mariano Ospina Pérez, se promulgó la Ley 83 de 1945, orgánica de la Empresa Nacional de Radiocomunicaciones, y el decreto 1684 de 1947 que da vida a la Empresa Nacional de Telecomunicaciones, Telecom.
En 1950 se define su estructura como establecimiento público con autonomía jurídica, administrativa y patrimonial, y se le asigna el monopolio de los servicios públicos de comunicaciones telegráficas y telefónicas, eléctricas y radioeléctricas y de transmisión de datos dentro del territorio nacional y en conexión con el exterior.

## Correos
El correo en Colombia es manejado en la actualidad por una empresa estatal y también por empresas privadas como Servientrega. El estado siempre ha tenido participación en el mercado, primero a través de la empresa estatal Adpostal, la cual operó bajo la marca Correos de Colombia posteriormente y entró en proceso de liquidación; luego, mediante 4-72 . El correo aéreo se inicia en 1919 siendo Colombia pionera en América con la aerolínea Sociedad Colombo-Alemana de Transportes Aéreos (Scadta, hoy Avianca) establecida como un servicio aéreo de correo, carga y pasajeros.

## Radio
La radio en Colombia comenzó en 1929, durante la presidencia de Miguel Abadía Méndez con la entrada en funcionamiento de la emisora de carácter comercial, HJN en Bogotá.

## Televisión
La televisión fue inaugurada en Colombia el 13 de junio de 1954, durante el gobierno del general Gustavo Rojas Pinilla. La ayuda de técnicos extranjeros, especialmente cubanos fue fundamental para el arranque de la televisión en Colombia.
De 1966 a 1971 transmitió Teletigre, el primer canal privado de televisión de Colombia, que luego pasó al estado para conformar la segunda cadena pública de televisión.
En la década de 1980 comienzan a surgir canales regionales o departamentales.
En 1998 empiezan a operar las dos primeras y únicas cadenas privadas de televisión, hasta el presente.
El 29 de enero de 2010 llega la TDT con el sistema europeo DVB-T, después de realizar las pruebas técnicas y jurídicas necesarias para poder implementarla en Colombia, siendo realizadas las primeras emisiones comerciales en Bogotá con canales como Canal Uno, Señal Colombia y Canal Institucional.
En 2012 cambian el estándar de TDT a DVB-T2, permitiendo la entrada de canales en HD como Caracol TV HD, RCN TV HD. En ese mismo año integran nuevos canales en formato SD, además de contar con una cobertura parcial en Bogotá, Medellín, Cali y Barranquilla, empiezan a extender la TDT con estaciones en Armenia, Bucaramanga, Cartagena, Cúcuta, Manizales, Pereira, Santa Marta y sus municipios aledaños, antes de que termine el año.

## Telefonía
Hasta la década de 1990 la telefonía estaba a cargo completamente del estado a través de diversas empresas municipales y de la empresa nacional de Telecomunicaciones Telecom.
En 1994 empiezan a operar las redes de telefonía celular a través de seis empresas divididas en tres zonas de cobertura. En cada zona de cobertura funcionaba una empresa privada y una empresa mixta (capital privado y público, con la participación de las empresas de telefonía fija). Pronto estas empresas empezaron a fusionarse con el ingreso de capital privado para formar dos empresas de cobertura nacional: Comcel (controlada por América Móvil) y Telefónica (bajo su marca Movistar, antes llamada Bellsouth).
La desregulación de las telecomunicaciones permitió también que empresas locales como la Empresa de Telecomunicaciones de Bogotá (ETB) y Empresas Públicas de Medellín (EPM) pudieran prestar servicios de larga distancia nacional e internacional a través de sus marcas 007 Mundo y Orbitel, así como Telecom y EPM entraron a ofrecer servicio de telefonía local en la ciudad de Bogotá (bajo las empresas Capitel y EPM Bogotá).
En 2002 el número de abonados celulares sobrepasó el número de líneas de telefonía fija instaladas.
En 2003, los problemas financieros de la Empresa Colombiana de Telecomunicaciones (Telecom), agravados por la competencia de ETB y Orbitel, la telefonía celular e Internet, además de su carga pensional, llevaron al gobierno a cerrar la empresa y crear una nueva: Colombia Telecomunicaciones (que continúa usando «Telecom» como marca).
En ese mismo año nace Colombia móvil-OLA, como resultado de que sus accionistas(en ese entonces EPM y ETB) ganaran la licencia para operar tras una subasta pública y el pago de U$56 millones de dólares americanos para ser el primer operador de Servicios de Comunicación Personal en Colombia (PCS por sus siglas en inglés), dando lugar a un bajón de precios en la telefonía móvil, que hasta ese entonces solo lo dominaban Bellsouth y Comcel.
En 2006 Colombia Telecomunicaciones es adquirida por Telefónica como socio mayoritario, quien desde ese entonces empieza a usar la marca «Telefónica Telecom».
En ese mismo año, exactamente el 1 de diciembre OLA cambia su nombre a TIGO, como resultado de la compra del 50%+1 de las acciones por parte de Millicom International de Luxemburgo, que hasta el momento era propiedad de ETB y EPM(que en ese mismo año crearía su filial de telecomunicaciones UNE como parte de su estrategia competitiva frente a otras empresas).
En 2008 llega a Colombia el servicio de 3G, siendo Comcel, Tigo y Movistar en su respectivo orden en tener esta tecnología.
En el transcurso de 2009 a 2010 Colombia ya cuenta con 3 Operadores Móviles virtuales(OMV), siendo UNE el primero, ETB el segundo y Uff Móvil el tercero; todos trabajando con Roaming bajo la red de TIGO.
En 2011 TIGO lanza la tecnología 4G HSPA+ con velocidad tope de bajada de 4 Mbps, seguido por Comcel que ofreció la misma velocidad.
En 2012 UNE lanza su red 4G LTE gracias a una subasta de espectro ganada en el 2010, llega con soporte de hasta 12 Mbps en su primera fase en las ciudades de Bogotá y Medellín.
En ese año las empresas Telecom y Telefónica Colombia se fusionan en Movistar empaquetando así sus ofertas fijas y móviles. Posteriormente las empresas Comcel y Telmex se fusionan bajo la marca Claro, pero sin poder fusionar sus servicios fijos y móviles por el monopolio que mantiene la empresa en TV por suscripción y Telefonía móvil.
Al finalizar 2012 se reportan que hay 49 millones aproximadamente de líneas de telefonía móvil activas, habiendo una penetración del 105,3%. Además, se registra que el 72,2% son de internet móvil 3G, mientras que el 26,7% es de internet 2G y el 1,1% es de 4G.
En 2014, Los operadores Movistar y Tigo ofrecen plan de datos 4G en Banda 4 (Banda americana de 1.800 - 1.900 MHz, mientras que Claro utiliza la Banda 7 (Banda Europea de 2100 MHz), generando dificultades a los usuarios, pues al cambiar su equipo de operador, pueden perder dicha conectividad. El MinTic está buscando solución a este inconveniente, pues va en contravía de su política de portabilidad numérica que ha generado una mayor competencia entre los operadores, mejorando la calidad del servicio a los colombianos.
En 2019 Tigo y TigoUne se unen bajo un solo Nombre Tigo.

## Internet
El código de país de dominio de nivel superior geográfico en Internet (ccTLD) para Colombia es .co y fue administrado por la Universidad de los Andes desde 1991 hasta 2004 cuando el consejo de estado determinó que el encargado del dominio colombiano queda bajo la administración del Ministerio de Comunicaciones. En septiembre de 2009 fue otorgado un contrato de concesión a.CO Internet S.A.S por medio del cual el dominio pasa a ser administrado por esta empresa.
Con respecto a conexiones de Internet fijo (hogar), para el primer trimestre de 2021, se contaba con 8 millones de conexiones y 14 millones de usuarios conectados por internet móvil (celular). Comcel es el líder de la industria del internet fijo con un 39.53% del mercado. Lo siguen, Une con un 20% y Movistar con un 14%, entre otros competidores de la industria. 
En 2015 Colombia pasó de tener cinco cables submarinos (ARCOS-1, PanAm, CFX-1, Maya-1 y SAM-1) a tener nueve cables, lo anterior con la llegada y operación del AMX-1, el GlobeNet, el PCCS próximo a operar y el SAC-LAN por el Pacífico (el primer trimestre de 2015). y hasta nuestros días se utiliza.

## Sanción a empresas de telecomunicaciones por engañar a los clientes
Las empresas Claro, Movistar, Etb y Tigo-Une fueron sancionadas por la Superintendencia de Industria y Comercio, por mentir a los usuarios y engañarlos, al brindarles una velocidad de conexión de internet muy inferior a la que supuestamente deben prestar como "banda ancha".

## Satcol
Artículo principal: Satcol (primer satélite de telecomunicaciones de Colombia)
Colombia está intentando aumentar su infraestructura en cuanto a telecomunicaciones se refiere, planeando el lanzamiento de Satcol que será el primer satélite geoestacionario que buscara alcanzar una mayor interconexión de Internet y telefonía en más de 50.000 puntos de Colombia